# Falerii

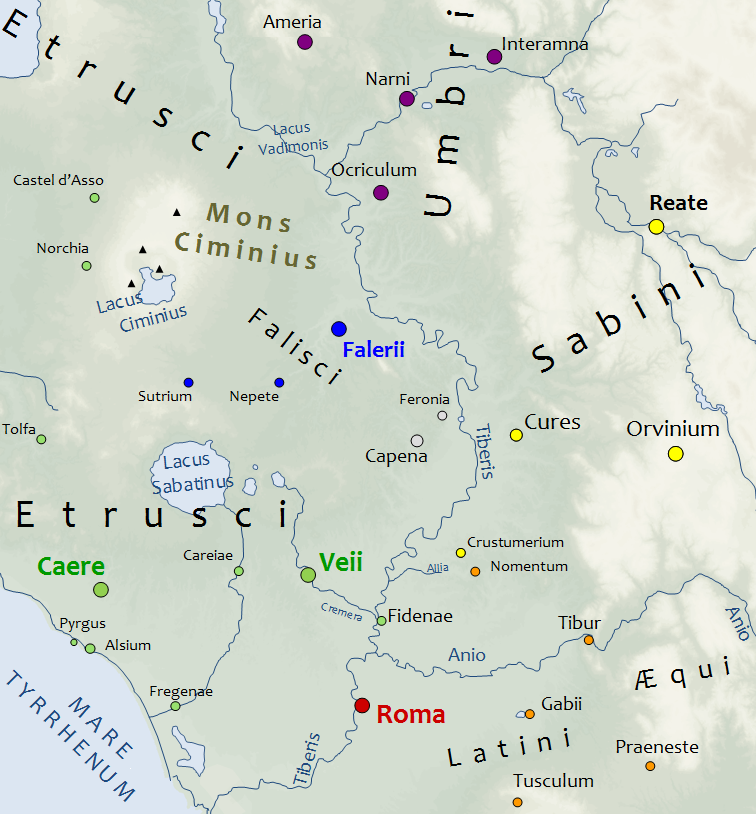
Localització de Falerii, a 50 km de Roma, amb la qual enllaçava per la via Flamínia.

Faleris (en llatí Falerii o Falerium) va ser una antiga ciutat d'Etrúria, situada a l'oest del Tíber i al nord del mont Soracte. Els seus habitants eren d'origen falisc. A causa de la seva aliança amb Veïs, va ser capturada pels romans. Una estàtua del déu Janus, venerat en aquesta ciutat, va ser traslladada a Roma. L'any 241 aC la ciutat va ser destruïda en un enfrontament bèl·lic i els que en van sobreviure van fundar una nova ciutat a certa distància, que van anomenar Falerii Nova per distingir-la de l'anterior, ara coneguda com a Falerii Veteres. Els romans hi van establir una colònia: Colonia Junonia Faliscorum,que porta el nom de la deessa Juno, també venerada des d'antic pels seus habitants.

## Orígens
No apareix a la història fins al segle v aC en què es va enfrontar per primer cop amb els romans, quan segurament era una de les 12 ciutats de la confederació etrusca. La tradició antiga feia als seus habitants descendents dels argius.Segons Dionís d'Halicarnàs va ser fundada pels sículs, als quals els va ser presa pels pelasgs. Aquest autor esmenta que adoraven a Juno argiu. La fundació l'assignen a Halesos fill d'Agamèmnon. Els seus habitants són esmentats com a faliscus i diuen que parlaven un llenguatge diferent al d'altres etruscs. Però aquestes diferències, si mai van existir, s'havien esborrat en el temps que van entrar en contacte amb Roma. Alguns dels costums dels faliscs eren similars als dels sabins (la Juno argiu es pot donar per equivalent a la Juno Curitis o Quiritis). El deu sabí Janus (Janus Quadrifons), també adorat a la ciutat, va passar de Falerii a Roma.

## Relació amb Roma
Durant la república
El 437 aC era una ciutat purament etrusca i estava aliada amb Veïs; ambdues donaven suport a Fidenae en la seva revolta contra Roma i el cònsol Aule Corneli Cos els va derrotar. Va continuar donant suport a Veïs i quan es va formalitzar el setge d'aquesta ciutat, Falerii va incitar les altres ciutats etrusques contra Roma, però no ho van aconseguir i també van fracassar en els seus propis esforços, i després de la conquesta romana de Veïs es van trobar a primera línia. La ciutat fou assetjada per Furi Camil el 394 aC. D'aquest setge s'explica una anècdota: un mestre d'escola va portar els seus alumnes fora de les muralles, els va oferir a Furi Camil com a ostatges i li va demanar que els tractés bé. El general romà no només va rebutjar l'oferiment sinó que va enviar el mestre de retorn amb les mans lligades a l'esquena, ja que sospitava que havia maltractat els nens donant-los cops de vara. Poc després la ciutat es va rendir, la pau es va concedir a canvi que els de faleris aportessin diners per pagar els soldats durant un any. És probable que l'afer acabés en un tractat de deditio, o ciutat sotmesa conservant les seva estructura política. Des de llavors la ciutat fou aliada romana i va mantenir l'aliança fins que el 356 aC es va unir a Tarquinii contra Roma, i les forces dels aliats foren derrotades pel dictador Gai Marci Rutil, després del qual van obtenir la renovació del tractat i van reprendre les bones relacions amb Roma durant 60 anys.
El tractat de pau del 342 aC que es va fer a conseqüència de la victòria de Roma en la primera guerra samnita (344-342 aC) va incloure Falerii, que va transformar l'antic pacte en un tractat de pau permanent.
A començaments de la tercera guerra samnita (298-290 BC), quan Etrúria es va alçar contra Roma, Falerii va romandre lleial. El 298 aC, després d'un atac a Volerrae (Volterra), els romans van deixar el seu bagatge a Faleris i van continuar atacant els seus enemics. El 297 aC uns missatgers de Falerii, Sutrium, i Nepete, van anar a Roma a informar que a les ciutats etrusques s'estava discutint de fer la pau. Això no obstant, el 293 aC es va unir a la revolta de les ciutats etrusques contra Roma, però fou ràpidament sotmesa pel cònsol Espuri Carvili Màxim i es va signar una treva per un any, que va esdevenir la pau definitiva.
Després de la Primera Guerra Púnica, el 241 aC i per causes completament desconegudes i difícils de comprendre, la ciutat es va rebel·lar. El conflicte fou breu doncs la ciutat va ser presa al cap de sis dies, quinze mil ciutadans van morir en la lluita i els habitants que van sobreviure es van veure obligats a evacuar-la i fundar una nova ciutat en un punt de fàcil accés i sense defenses naturals. Així ho diu Joan Zonaràs, cosa que permet assegurar que les ruïnes de la ciutat de Falerii, a l'actual Santa Maria di Falleri, no són les de l'antiga ciutat etrusca, sinó les de la ciutat del període romà coneguda per Falerii Nova mentre que les ruïnes de l'antiga ciutat (Falerii Veteres) corresponen a la rodalia de l'actual Civita Castellana.
Època imperial

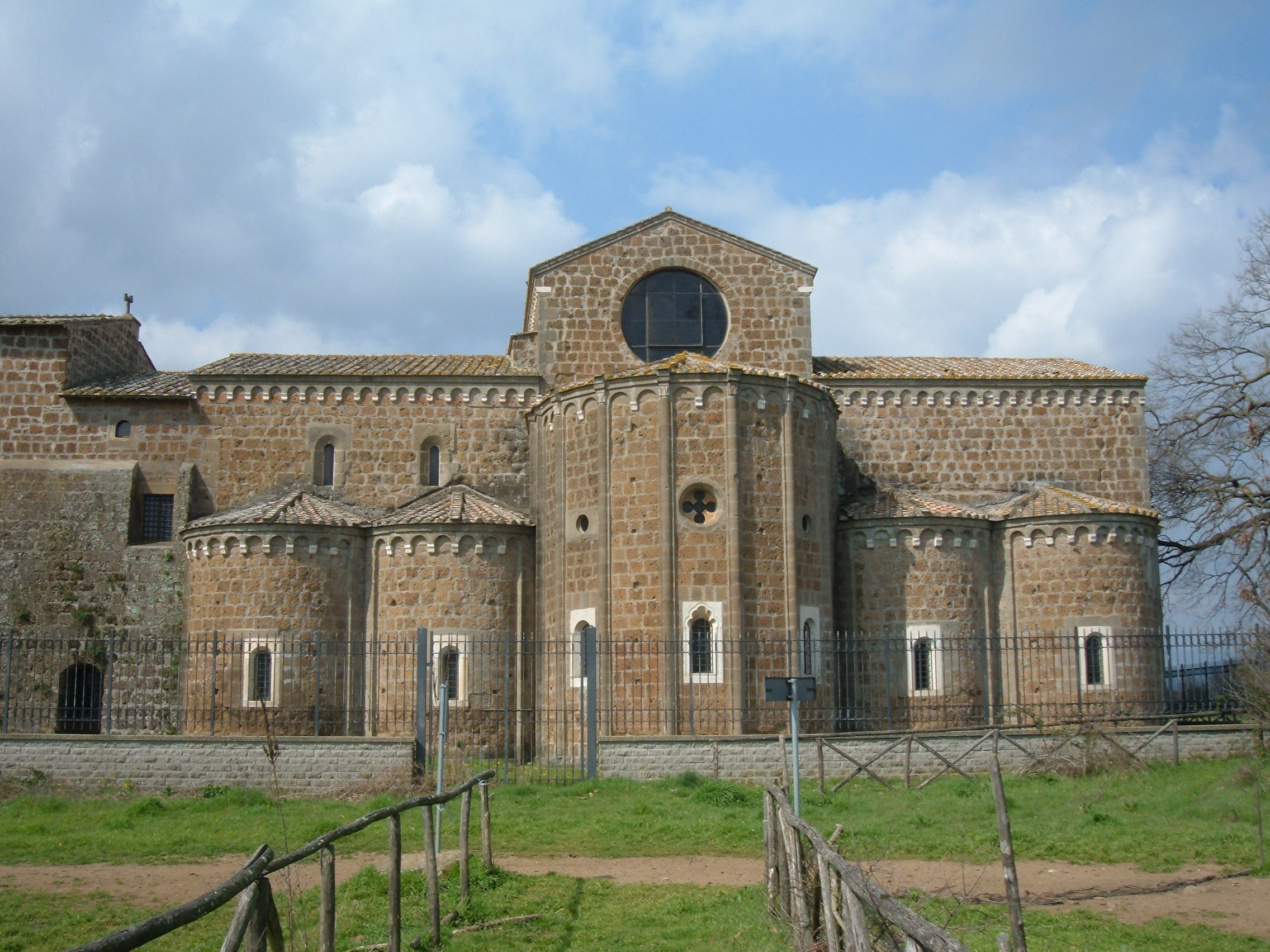
Santa Maria de Faleri.

A Falerii Nova es va establir una colònia romana en temps dels triumvirs que es va dir Colonia Junonia Faliscorum o Colonia Falisca. No fou una ciutat molt important i pel seu nom es dedueix que va mantenir el culte a Juno. Va subsistir com a ciutat de poca importància durant l'Imperi i encara és esmentada amb el nom de Faleros a la Taula de Peutinger a uns 8 km de Nepe (actual Nepi), a la via en direcció a Ameria. Fou seu episcopal des del segle v al XI, però a l'edat mitjana els habitants van tornar a buscar la seguretat de la vella ciutat (Falerii Veteres), a uns 6 km de Civita Castellana i a uns 8 km de Nepi. Al lloc de la Falerii Nova només hi resta una granja i una església anomenada Santa Maria di Falleri i les ruïnes consisteixen en les muralles (originalment tenien uns 2 km), amb les portes arcades i torres quadrades, unes de les millors conservades. Al de la Falerii Veteres queden unes restes de les muralles.

## Estudis arqueològics
Falerii Veteres

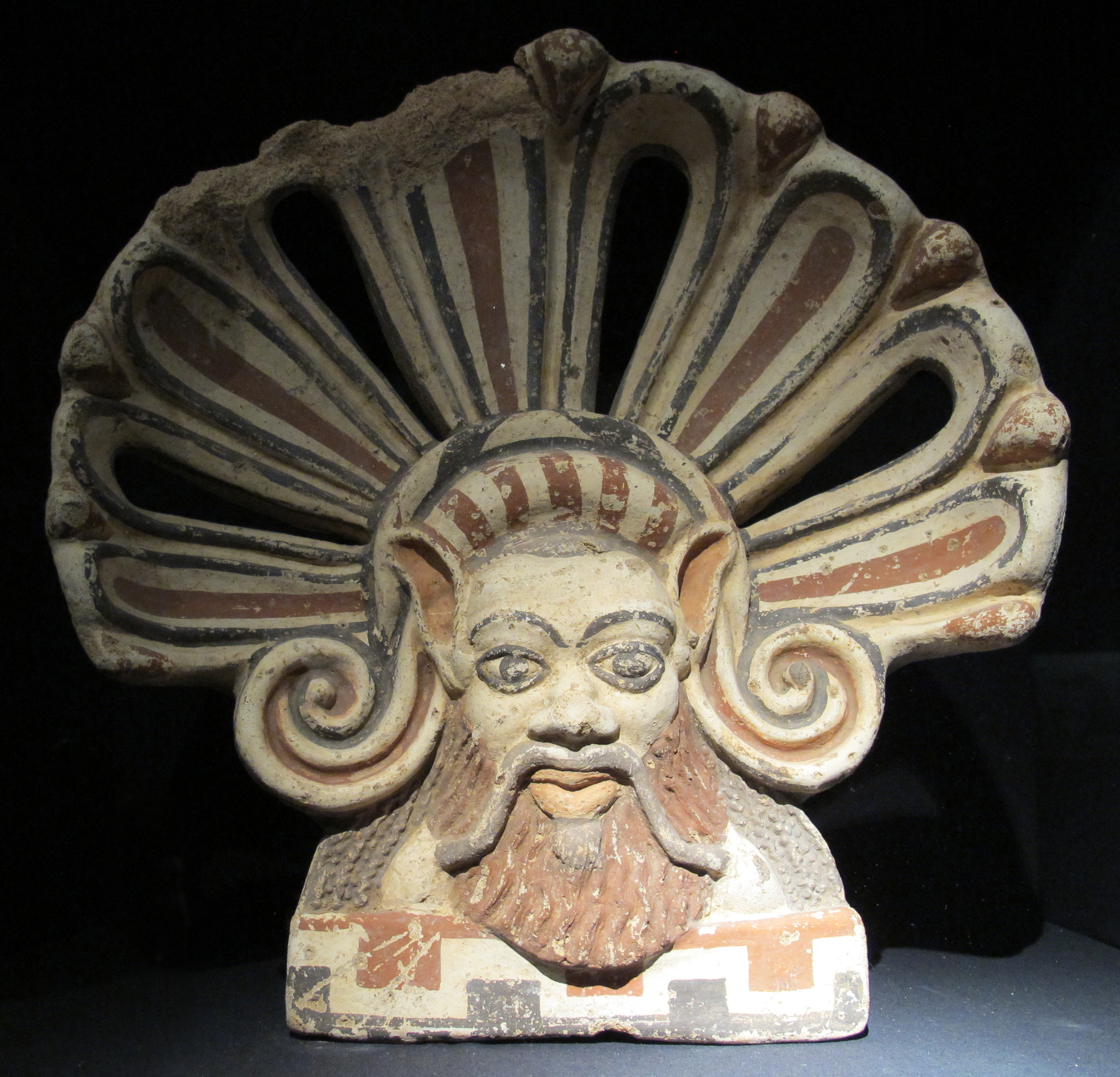
Terracota trobada a Falerii Veteres.

El jaciment arqueològic de la ciutat etrusca està gestionat per la Soprintendenza per i Beni Archeologici per l'Etruria meridionale. Hi duu un camí que podria ser la via Annia, una desviació de la via Càssia; aquest camí enllaçava amb Nepet (ara Nepi), mentre que cap al nod pren el nom de via Amerina, perquè arriba fins a Amelia. El perímetre de la ciutat era de 2.108 m i tenia una forma aproximadament triangular.
Ocupava una plana d'uns 1.100 m per 400 m, en un terreny no gaire més elevat que el de la rodalia, que està a 140 msnm, però separat d'ell per gorges d'uns 60 m de fondària, amb una única sortida per la banda oest. Estava fortament fortificada per una línia de cúmuls de terra seguida d'una rasa. La resta de la ciutat estava defensada per murs construïts amb blocs de pedra. Es conserven les restes d'un temple a Lo Scasato, l'indret més elevat de la ciutat. Els estudis arqueològics es van realitzar el 1888. Les cases eren de fusta i s'han trobat elements decoratius de fina terracota. Es poden veure també nombroses tombes excavades en la roca per tots els costats de la ciutat, en les quals hi havia objectes personals dels difunts. Aquests objectes es conserven al museu de la Villa Giulia de Roma.
Falerii Nova

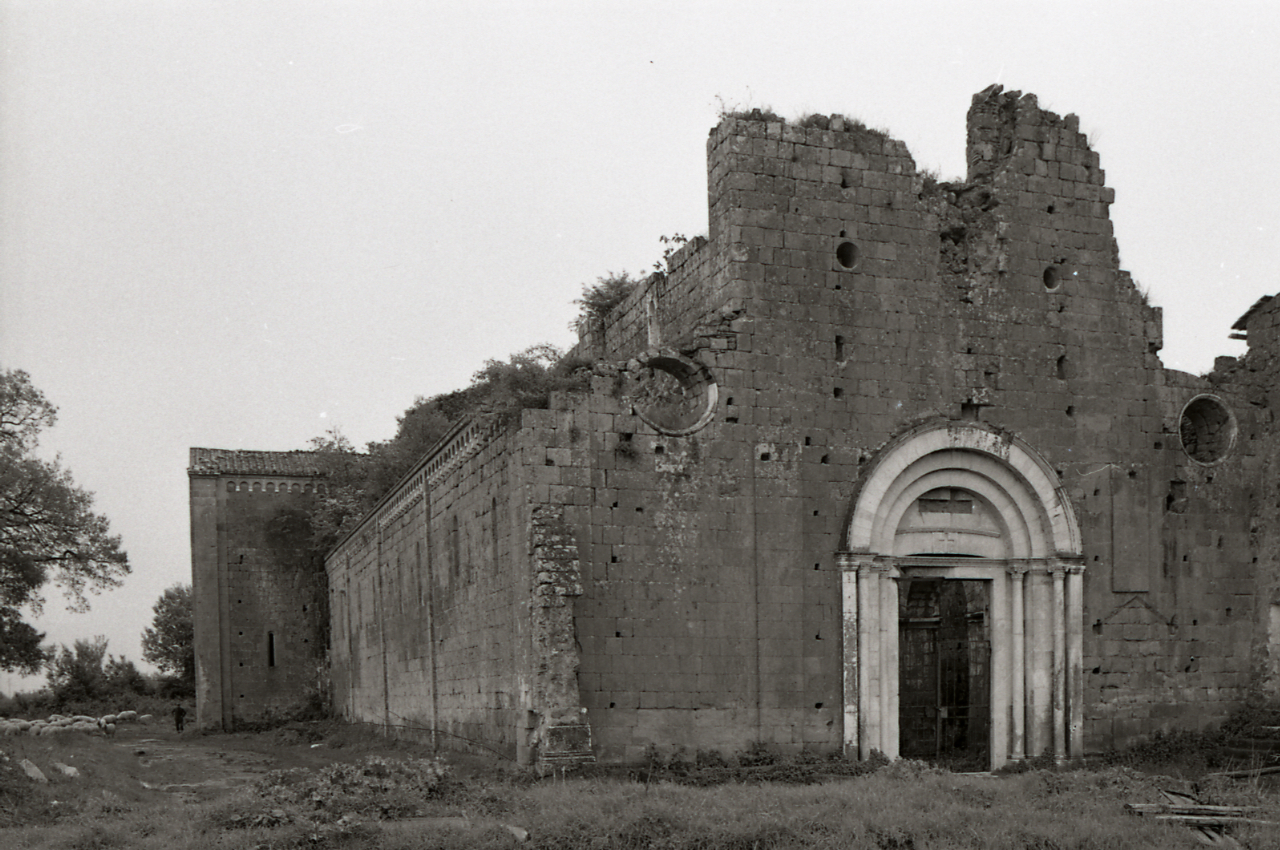
Les ruïnes de l'església de Santa Maria de Falleri, presentades el 1972 abans de la restauració, en una foto de Paolo Monti.

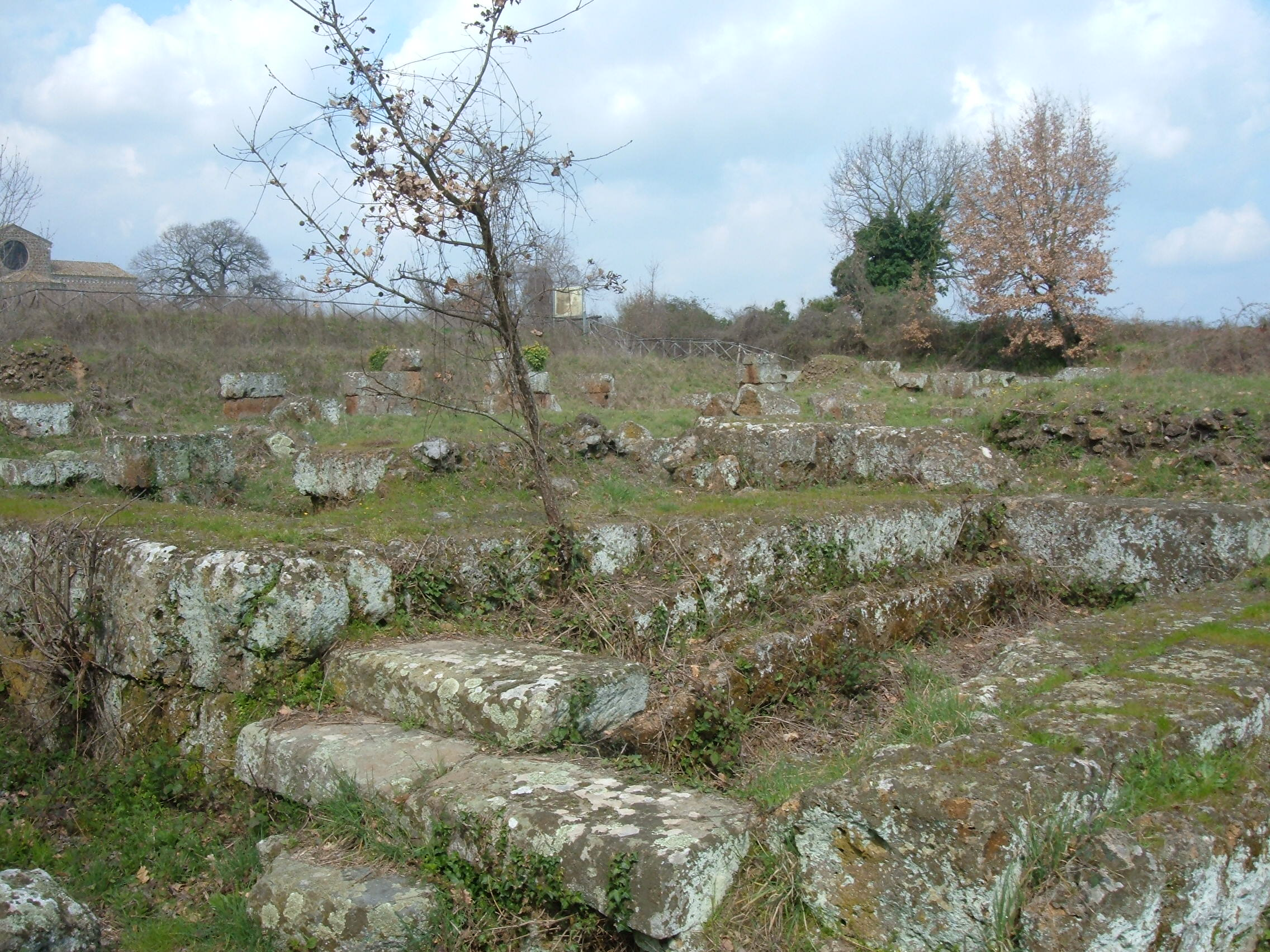
Restes del teatre de Falerii Nova.

Es conserven fragments de les muralles d'època romana. Tenien unes 80 torres de vigilància, de les quals en queden 50. Hi ha dues portes de les vuit originals. De l'interior de la muralla es conserva poca cosa: restes del fòrum i d'un teatre, mentre que a l'exterior hi havia un amfiteatre de 55 per 33 metres, que es van excavar al segle xix. L'única estructura que es conserva sencera és l'església que pertanyia a un monestir cistercenc, Santa Maria di Falleri, construïda a finals del segle xii per iniciativa d'uns monjos arribats de Savoia.